# Đồng Tĩnh
Đồng Tĩnh là một xã thuộc huyện Tam Dương, tỉnh Vĩnh Phúc, Việt Nam.
Xã Đồng Tĩnh có diện tích 10,33 km², dân số năm 1999 là 10.543 người, mật độ dân số đạt 1.021 người/km².